# 부투아 왕국
부투아 왕국 또는 부투와(c. 1450–1683)는 현재 짐바브웨 남서부에 위치한 식민지 이전 시대의 아프리카 국가였다. 부투아는 아랍과 포르투갈 상인들에게 금의 원천으로 유명했다. 이 지역은 1512년 포르투갈 기록에 처음 언급되었다.
카미를 수도로 삼은 부투아 왕국은 1683년까지 토르와 왕조에 의해 통치되었다. 그 사람들은 쇼나/바칼랑가의 조상이었다. 부투아는 1683년에 로즈비 제국에게 정복되었다.
카미 유적의 기초는 짐바브웨 유적의 바닥에 있는 석조 패턴과 놀라울 정도로 유사하다. 따라서 칼랑가는 카미, 루스빙고, 마풍구브웨 및 짐바브웨 서부와 보츠와나 동부에 흩어져있는 다른 유적을 건설한 것으로 생각된다.

## 갤러리

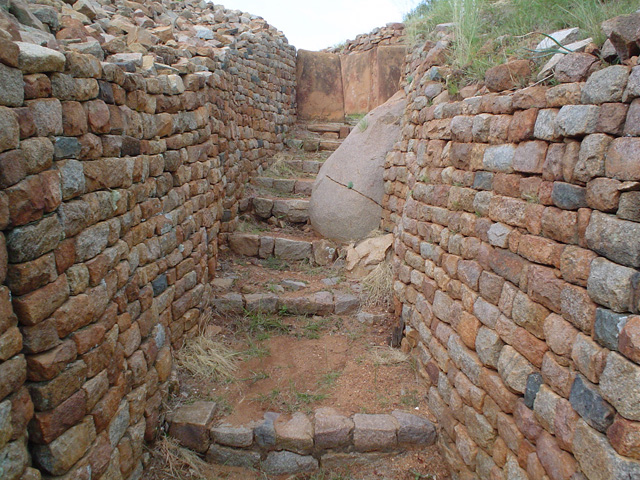
부투아 왕국의 수도 카미 유적.
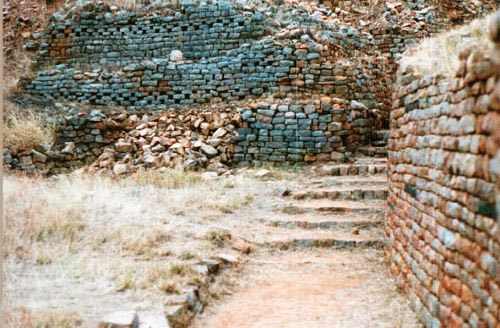
고대 도시 카미로 이어지는 계단
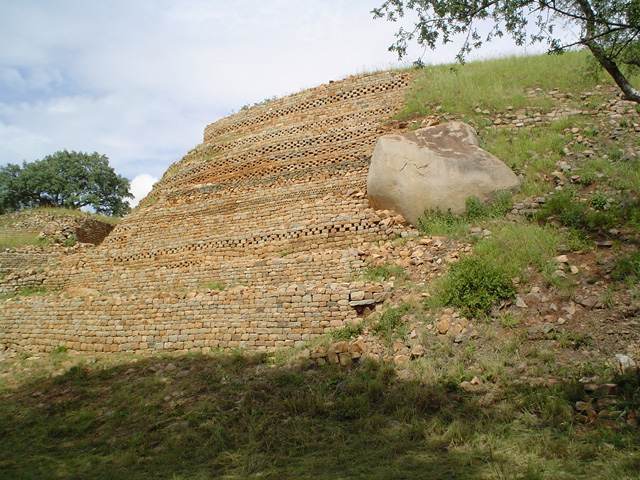
카미의 외벽

## 같이 보기
- 토르와 왕조
- 로즈비 제국

## 참고 문헌
- Gwinn, Robert; Norton, Peter; Goetz, Philip (1989). 《The New Encyclopædia Britannica》 2. Encyclopædia Britannica, Inc. 689쪽. ISBN 0-85229-493-X.
- Shillington, Kevin (2004). 《Encyclopedia of African History, Vol. 1》. London: Routledge. 1912 Pages쪽. ISBN 1-57958-245-1.